# Martinet leucopyge
Rhaphidura leucopygialis
Espèce
Synonymes
- Acanthylis leucopygialis Blyth, 1849
(protonyme)

Statut de conservation UICN

 LC  : Préoccupation mineure
Le Martinet leucopyge (Rhaphidura leucopygialis) est une espèce d'oiseaux de la famille des Apodidae.

## Répartition
Cette espèce vit au Brunei, en Indonésie, en Malaisie, au Myanmar, à Singapour et en Thaïlande.